# Filmfare Award/Bester Hauptdarsteller
Der Filmfare Best Actor Award wird vom Filmfare-Magazin verliehen und ist eine Preiskategorie der jährlichen Filmfare Awards für Hindi-Filme. Der Preis wurde zum ersten Mal im Jahre 1954 verliehen. Zu mehrfachen Gewinnern zählen Dilip Kumar und Shahrukh Khan, die jeweils acht Preise gewonnen haben; Amitabh Bachchan, der fünf Preise gewonnen hat; Hrithik Roshan der vier Preise gewonnen hat; Rajesh Khanna und Naseeruddin Shah, die jeweils drei gewonnen haben.
Liste der Preisträger und der Filme, für die sie gewonnen haben:
| Jahr | Schauspieler     | Film                          | Deutscher Titel                             |
| ---- | ---------------- | ----------------------------- | ------------------------------------------- |
| 1954 | Dilip Kumar      | Daag                          | —                                           |
| 1955 | Bharat Bhushan   | Shri Chaitanya Mahaprabhu     | —                                           |
| 1956 | Dilip Kumar      | Azaad                         | —                                           |
| 1957 | Dilip Kumar      | Devdas                        | —                                           |
| 1958 | Dilip Kumar      | Naya Daur                     | —                                           |
| 1959 | Dev Anand        | Kaala Pani                    | —                                           |
| 1960 | Raj Kapoor       | Anari                         | —                                           |
| 1961 | Dilip Kumar      | Kohinoor                      | —                                           |
| 1962 | Raj Kapoor       | Jis Desh Mein Ganga Behti Hai | —                                           |
| 1963 | Ashok Kumar      | Rakhi                         | —                                           |
| 1964 | Sunil Dutt       | Mujhe Jeene Do                | Schrei nach Leben                           |
| 1965 | Dilip Kumar      | Leader                        | —                                           |
| 1966 | Sunil Dutt       | Khandaan                      | —                                           |
| 1967 | Dev Anand        | Guide                         | —                                           |
| 1968 | Dilip Kumar      | Ram Aur Shyam                 | —                                           |
| 1969 | Shammi Kapoor    | Brahmachari                   | —                                           |
| 1970 | Ashok Kumar      | Aashirwaad                    | —                                           |
| 1971 | Rajesh Khanna    | Saccha Jhoota                 | —                                           |
| 1972 | Rajesh Khanna    | Anand                         | —                                           |
| 1973 | Manoj Kumar      | Be-Imaan                      | —                                           |
| 1974 | Rishi Kapoor     | Bobby                         | —                                           |
| 1975 | Rajesh Khanna    | Aavishkaar                    | —                                           |
| 1976 | Sanjeev Kumar    | Aandhi                        | —                                           |
| 1977 | Sanjeev Kumar    | Arjun Pandit                  | —                                           |
| 1978 | Amitabh Bachchan | Amar Akbar Anthony            | —                                           |
| 1979 | Amitabh Bachchan | Don                           | —                                           |
| 1980 | Amol Palekar     | Golmaal                       | —                                           |
| 1981 | Naseeruddin Shah | Aakrosh                       | Aakrosh - Schrei der Pein                   |
| 1982 | Naseeruddin Shah | Chakra                        | Das Rad des Glücks                          |
| 1983 | Dilip Kumar      | Shakti                        | —                                           |
| 1984 | Naseeruddin Shah | Masoom                        | —                                           |
| 1985 | Anupam Kher      | Saaransh                      | —                                           |
| 1986 | Kamal Hassan     | Saagar                        | —                                           |
| 1987 | Kein Preis       |                               |                                             |
| 1988 | Kein Preis       |                               |                                             |
| 1989 | Anil Kapoor      | Tezaab                        | —                                           |
| 1990 | Jackie Shroff    | Parinda                       | —                                           |
| 1991 | Sunny Deol       | Ghayal                        | —                                           |
| 1992 | Amitabh Bachchan | Hum                           | —                                           |
| 1993 | Anil Kapoor      | Beta                          | —                                           |
| 1994 | Shahrukh Khan    | Baazigar                      | Baazigar                                    |
| 1995 | Nana Patekar     | Krantiveer                    | —                                           |
| 1996 | Shahrukh Khan    | Dilwale Dulhania Le Jayenge   | Wer zuerst kommt, kriegt die Braut          |
| 1997 | Aamir Khan       | Raja Hindustani               | Raja Hindustani – Taxi ins Glück            |
| 1998 | Shahrukh Khan    | Dil To Pagal Hai              | Mein Herz spielt verrückt                   |
| 1999 | Shahrukh Khan    | Kuch Kuch Hota Hai            | Und ganz plötzlich ist es Liebe …           |
| 2000 | Sanjay Dutt      | Vaastav                       | —                                           |
| 2001 | Hrithik Roshan   | Kaho Naa... Pyaar Hai         | Liebe aus heiterem Himmel                   |
| 2002 | Aamir Khan       | Lagaan                        | Lagaan – Es war einmal in Indien            |
| 2003 | Shahrukh Khan    | Devdas                        | Devdas – Flamme unserer Liebe               |
| 2004 | Hrithik Roshan   | Koi... Mil Gaya               | Sternenkind – Koi Mil Gaya                  |
| 2005 | Shahrukh Khan    | Swades                        | Swades – Heimat                             |
| 2006 | Amitabh Bachchan | Black                         | —                                           |
| 2007 | Hrithik Roshan   | Dhoom – Back in Action        | Dhoom – Back in Action                      |
| 2008 | Shahrukh Khan    | Chak De! India                | Chak De! India – Ein unschlagbares Team     |
| 2009 | Hrithik Roshan   | Jodhaa Akbar                  | Jodhaa Akbar                                |
| 2010 | Amitabh Bachchan | Paa                           | —                                           |
| 2011 | Shahrukh Khan    | My Name Is Khan               | Mein Name ist Khan                          |
| 2012 | Ranbir Kapoor    | Rockstar                      | —                                           |
| 2013 | Ranbir Kapoor    | Barfi!                        | —                                           |
| 2014 | Farhan Akhtar    | Bhaag Milkha Bhaag            | —                                           |
| 2015 | Shahid Kapoor    | Haider                        | —                                           |
| 2016 | Ranveer Singh    | Bajirao Mastani               | Bajirao & Mastani – Eine unsterbliche Liebe |